# Аделино (Њу Мексико)
Аделино (енгл. Adelino) насељено је место без административног статуса у америчкој савезној држави Њу Мексико.

## Демографија
По попису из 2010. године број становника је 823.
| Група             | 2000.    | 2010.       |
| Белци             | 0 (0,0%) | 261 (31,7%) |
| Афроамериканци    | 0 (0,0%) | 10 (1,2%)   |
| Азијати           | 0 (0,0%) | 3 (0,4%)    |
| Хиспаноамериканци | 0 (0,0%) | 517 (62,8%) |
| Укупно            | 0        | 823         |